# Панов, Филипп Петрович
Филипп Петрович Панов (1870—1960) — российский военный деятель, генерал-лейтенант.

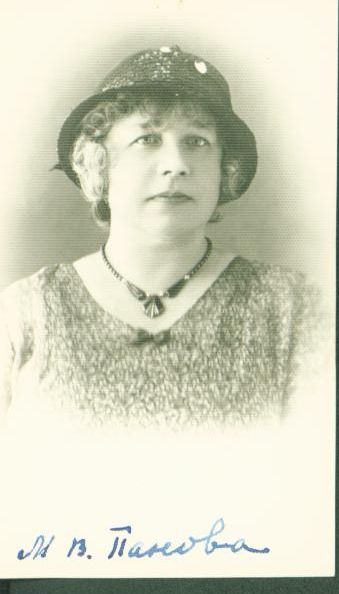
Мария Васильевна Панова (Берябисова), фото из личного дела Бюро по делам российских эмигрантов в Маньчжурской империи (БРЭМ)

## Биография
Родился В Николаеве 11 октября 1870 года — сын коллежского асессора Петра Ивановича Панова.
Среднее образование получил в Николаевской Александровской гимназии (вып. 1890). Затем окончил Одесское пехотное юнкерское училище (1890; по 1-му разряду) и Николаевскую академию Генерального штаба (1898; по 1-му разряду).
Служил во 2-й Ковенской крепостной пехотной батарее, командир роты, батальона. Старший адъютант штаба 19-й пехотной дивизии (1899), помощник старшего адъютанта штаба Квантунской области (1900), исправляющий должность начальника штаба 54-й пехотной дивизии (17.09.1905—21.04.1906). Участник Русско-японской войны, полковник (06.12.1907), штаб-офицер при управлении 2-й Туркестанской стрелковой бригады (1908—1910), начальник штаба 26-й пехотной дивизии (1910—1911), штаб-офицер при управлении отдельной Забайкальской казачьей бригады (1911—1912), начальник штаба 6-й Туркестанской стрелковой бригады (1912—1913), начальник штаба Закаспийской казачьей бригады (1913), командир 9-го Туркестанского стрелкового полка (1913—1914), генерал-майор (пр. 24.04.1915; ст. 15.11.1914; за отличие в делах...). Участник Первой мировой войны (в 1914 г. был ранен в грудь навылет). Командующий 9-м Туркестанским стрелковым полком (24.04.1915-22.01.1916). Начальник штаба 3-й пехотной дивизии (22.01.-29.02.1916). Начальник штаба 6-го армейского корпуса (29.02.1916-12.04.1917). Командующий 2-й Туркестанской стрелковой дивизией (12.04.-15.10.1917). Отчислен от должности за болезнью с назначением в резерв чинов при штабе Московского ВО (15.10.1917). Генерал-лейтенант (ноябрь 1917). В 11.1917 уволен в отставку.
В апреле 1918 вступил в «Союз защиты Родины и Свободы» (руководитель Б. В. Савинков). С августа 1918 — начальник 1-й Казанской стрелковой дивизии Народной армии Комуча. 02.11.1918 допущен к исполнению должности помощника главного начальника Тюменского ВО. В армии адмирала А. В. Колчака помощник главного начальника снабжения Сибирской армии (02.1919), затем — командир 2-го Сводного (впоследствии 5-го, 8-го Камского армейского) корпуса (23.03.—27.06.1919).
Эмигрировал вместе с супругой в Маньчжурию с 20 октября 1919, после 1943 эмигрировали во Францию. Жил и работал в Париже, затем в городе Сан-Рафаэль (департамент Вар, Франция). Умер 2 августа 1960 года, в городе Сан-Рафаэль (департамент Вар, Франция).
Был женат с 1917 года на Марии Васильевне Берябисовой.

## Данные из послужного списка от 2 января 1914 года[1]
На службу вступил, согласно поданному на Высочайшее имя прошению, приказом по войскам 10-й местной бригады от 18 июля 1890 года, за № 123 определён на службу в 55-й ныне Николаевский резервный пехотный батальон рядовым на правах вольноопределяющегося 1-го разряда на собственное содержание (1 июля 1890). Зачислен в списки батальона.
Командирован в Одесское пехотное юнкерское училище для прохождения курса наук (26 августа 1890). Зачислен в старший класс Одесского пехотного юнкерского училища с переименованием в юнкера (19 сентября 1890). Перечислен с собственного на казенное содержание (21 декабря 1890). Произведен в унтер-офицеры (1 апреля 1891).
По окончании курса Одесского пехотного юнкерского училища по 2-му разряду циркуляром Начальника Штаба Одесского Военного Округа от 3 августа 1891 за № 135 переименован в подпрапорщики (31 июля 1891). Прибыл в батальон и зачислен в число сверхштатных подпрапорщиков (8 августа 1891). Зачислен на штатную подпрапорщицкую вакансию (10 декабря 1891).
Высочайшим приказом состоявшимся в 7-й день мая 1892 года произведен в подпоручики с переводом во 2-й Ковенский крепостной пехотный батальон. Исключен из списка батальона (16 мая 1892). Командирован в г. Санкт-Петербург в Академию Генерального Штаба для держания приемного экзамена (17 августа 1895). По выдержании экзамена зачислен в Академию (7 октября 1895).
На основании Высочайшего Указа от 26 февраля 1896 года, награждён серебряною медалью на Александровской ленте в память Царствования Императора Александра III-го. Произведен в поручики (1 июня 1896). Со старшинством (7 мая 1896).
По окончании курса 2-х классов Академии по 1-му разряду приказом по Генеральному Штабу за № 21 переведен в дополнительный курс с представлением ему прав, установленных ст. 52 и 60 кн. XV С. В. П. 1869 г. изд. 2 (4 октября 1897). Окончил успешно дополнительный курс Николаевской Академии Генерального Штаба и за отличные успехи в науках произведен в штабс-капитаны (17 мая 1890). Приказом по Генеральному Штабу за № 16 причислен к Генеральному Штабу и назначен на службу в Варшавский Военный Округ (23 мая 1898). На основании ст. 74 кн. ХУ С. В. П. 1869 г. изд. 2 обязан срочною службою в военном ведомстве за обучение в Академии. При выпуске из Академии выдано ему 300 руб. на первоначальное обзаведение лошадью со всеми принадлежностью. По окончании Академии прибыл к Штабу Варшавского Военного Округа (15 июня 1898). Для испытания на службе назначен состоять при Штабе 19-го армейского Корпуса, куда и отправился (2 августа 1898). Прибыл обратно в штаб округа (31 августа 1898). Высочайшим приказом переведен в Генеральный Штаб с назначением Старшим Адъютантом Штаба 19-й пехотной дивизии (11 марта 1899).
Участвовал в полевой поездке офицеров Генерального Штаба с 3 мая по 23 мая 1899. Приказом по войскам 12-го армейского Корпуса командирован в м. Межибуж для ознакомления с правилами и порядками артиллерийской стрельбы (1 июня 1899). Временно исполняющий должность Начальника Штаба 19-й пехотной дивизии (с 29 сентября 1899 по 31 октября 1899). Приказом по 19-й пехотной дивизии назначен и.д. Начальника Штаба дивизии (с 31 октября 1899 по 6 марта 1900). Высочайшим приказом за выслугу лет произведен в капитаны (9 апреля 1900). Высочайшим приказом состоявшимся в 7-й день августа 1900 года переведен на службу в Штаб Квантунской области помощником старшего адъютанта (7 августа 1900).
Приказом Главного Начальника и Командующего войсками Квантунской области и морскими силами Тихого Океана 1900 года за № 336 назначен в распоряжение Генерал-Лейтенанта Штакельберга на время предстоящих действий отряда формированного в Ляояне (21 октября 1900). Распоряжением Начальника Южного района назначен Начальником Штаба в Инкоусский отряд во время экспедиции на Куло, зачислен приказом Инкоусской колонны за № 5 (20 февраля 1901). Приказом Начальника экспедиционного отряда назначен Начальником колонны, следовавшей из Куло в Цзин-Чжо-Уфу в составе 1-й роты 2-го полка и 6-й сотни Читинского полка. Возвратился из Цзин-Чжо-Уфу 4 марта 1901.
Всемилостивейше пожалован орденом Св. Анны 3-й степени с мечами и бантом за отличия в делах против китайцев (15 мая 1901). Высочайше награждён утвержденною серебряною медалью в память военных событий в Китае 1900—1901 г.г. на Владимирско-Андреевской ленте о чём объявлено в приказе по войскам Квантунской области 1902 года за № 98 (9 февраля 1902).
Приказом по войскам Квантунской области откомандирован к штатному месту служения в Штаб области (6 мая 1902). Приказом по Штабу области от 7-го мая за № 122 назначен вр. и.д. Старшего Адъютанта отчетного отделения. Приказом по войскам Квантунской области за № 681 назначен для командования ротой в 15-й Восточно-Сибирский стрелковый полк (9 декабря 1902). Назначен командующим ротой на законном основании 15-го декабря 1902 года. На основании телеграммы Начальника Штаба Квантунской области командирован в означенный Штаб для окончания работ полевой поездки (17 октября 1903). Прибыл из командировки (8 ноября 1903).
Всемилостивейше пожалован орденом Св. Анны в 2-й степени с мечами за отличия в делах против Китайцев (25 октября 1903).
По окончании годичного командования ротой сдал таковую (27 декабря 1903). Откомандирован к штатному месту служения, куда и отправился (27 декабря 1903).
Высочайшим приказом в 28-й день января 1904 года произведен в подполковники со старшинством 6-го декабря 1903 года и назначением штаб-офицером для поручений при командующем Квантунской области на основании С. В. П. 1869 года кн. VII ст. 343 (28 января 1904). Командирован в распоряжение полевого Штаба Командующего Маньчжурской армией, где состоял с начала в распоряжении Генерал-Лейтенанта Волкова, а с 2-го июля прикомандирован к Штабу Сибирской казачьей дивизии. Приказ Начальника Окружного Управления № 382 (31 мая 1904). Назначен в распоряжение Генерал-Лейтенанта Волкова к коему и прибыл (2 июня 1904).
Командирован временно для связи и для выяснения положения на месте в отряде Генерала графа Келлера (с 16 июня 1904 по 19 июня 1904).
Назначен в распоряжение Генерала Косоговского для организации тайной разведки (26 июня 1904). Прибыл в Сибирскую казачью дивизию (1 июля 1904). Участвовал в операциях под Ташичао (5-го июля 1904). В боях под Ташичао на правом фланге (10,11,12 июля 1904). В операциях отступления до Айсянцзяна (с 13 июля по 22 июля 1904). состоял при Сибирской казачьей дивизии в войсках Сибирского армейского Корпуса (с 22 июля по 16 августа 1904). Назначен в боях под Ляояном для связи с 17 Армейским корпусом, где и состоял (с 16 августа по 26 августа 1904). Назначен в распоряжение Генерал-Лейтенанта Волкова при расследовании обстоятельств боя у Янтайских копей (с 28 июля по 16 сентября 1904). По возвращении и окончании командировки заболел (17 сентября 1904). Эвакуирован с 18 военно-санитарным поездом в Харбин (2 октября 1904).
Высочайше представленной Наместнику на Дальнем Востоке награждён орденом Св. Владимира 4-й степени с мечами и бантом за отличия в делах против Японцев. Приказ Наместника на Дальнем Востоке № 778 (9 октября 1904).
Приказом Главного Начальника тыла Маньчжурской армии за № 33 допущен и.д. Штаб-офицера для особых поручений при Главном Начальнике тыла (24 января 1905).
Приказом Главнокомандующего всеми сухопутными и морскими вооруженными силами, действующими против Японии от 30-го апреля 1905 года назначен Штаб-офицером для поручений при Управлении Генерал-квартирмейстера тыла в Маньчжурской армии приказ за № 666 (30 апреля 1905). Приказом Главнокомандующего от 13 августа 1905 года за № 1663 назначен И.д. Начальника Штаба 54-й пехотной дивизии (13 августа 1905). Прибыл в дивизию и зачислен в списки приказом 13 августа 1905 года № 133. Высочайшим приказом состоявшимся сентября 17 дня 1905 года утвержден в сей должности.
При переформировании 54-й пехотной дивизии в 54-ю пехотную резервную бригаду назначен и.д. Штаб-офицера при Управлении бригады (14 марта 1906). Высочайшим приказом назначен Штаб-офицером при Управлении 54-й пехотной резервной бригады (21 апреля 1906).
Отправился в Штаб Казанского военного Округа для участия в военной игре офицеров Генерального Штаба (28 марта 1907). Возвратился из Командировки (14 апреля 1907).
Отправился в Сызрань для участия в комиссии по испытанию сверхсрочных нижних чинов в звании подпрапорщиков в 1-м запасном кавалерийском полку (с 5 июля по 7 июля 1907).
Командирован по делам службы в гор. Казань (с 12 октября по 18 октября 1907).
Командирован в Сызрань для участия в комиссии для осмотра казенных зданий (20 октября по 22 октября 1907).
Командирован в гор. Симбирск для участия в такой же комиссии (27 октября по 31 октября 1907).
Высочайшим приказом от 6-го декабря 1907 года за отличие по службе произведен в Полковники (6 декабря 1907).
Отправился в гор. Пензу для поверки материальных книг и описей полковых и ротных (с 15 декабря по 20 декабря 1907).
Отправился в гор. Пензу для поверки тактических занятий с офицерами 213 Оравайского и 216 Инсарского пехотных резервных полков (с 22 декабря во 28 декабря 1907).
Отправился в гор. Пензу для производства тактических занятий с офицерами 213 Оравайского и 216 Инсарского пехотных резервных полков (с 30 декабря 1907 по 3 января 1908).
Командирован в гор. Сызрань руководителем тактических занятий с офицерами 1-го запасного Кавалерийского полка (с 31 января по 3 февраля 1908).
Командирован в Штаб Округа для участия в военной игре офицеров Генерального Штаба (с 7 февраля по 21 февраля 1908).
Высочайшим приказом состоявшимся марта 3-го дня 1908 года назначен Штаб-офицером при Управлении 2-й Туркестанской стрелковой бригады (с 3 марта по 21 апреля 1908).
Всемилостивейше пожалован орденом Св. Владимира 3-й степени за труды понесенные в военное время (25 октября 1908).
Участвовал в военной игре при Штабе Округа (с 11 февраля по 28 февраля 1909).
Назначен в поверочную мобилизацию (с 5 апреля по 14 апреля 1909).
Назначен отбывать 4-х месячное цензовое командование батальоном в 36-м Орловском полку (с 12 мая по 12 сентября 1909). Выехал (1 мая 1909).
Участвовал в охране Полтавских торжеств в составе 36 Орловского полка Начальствуя сводным отрядом 2-х батальонов Орловского полка и 1/2 сотни Волжского казачьего полка у Шведской могилы (с 17 июня по 1 июля 1909). Приказ по полку 1909 года № 175 и 192.
Участвовал в охране императорских поездов в составе 36 пехотного Орловского полка (с 23 августа по 29 августа 1909). Возвратился в гор. Самарканд к месту службы (22 сентября 1909).
Командирован в качестве председателя комиссии по поверке мобилизации Управлений Наманианского и Ошского воинских Начальников (с 21 октября по 4 ноября 1909).
Назначен Начальником отряда в составе 4-х рот (6,7,8 Туркестанских батальонов) 2-го Уральского казачьего полка и пулемётных команд 5 и 8 Туркестанских стрелковых батальонов в Старой Бухаре. Состоял в командировке (с 10 января по 25 января 1910).
Имеет право носить Полтавскую юбилейную медаль.
Высочайшим приказом состоявшимся 9-го 1910 года объявлено Высочайшее благоволение за выдающуюся деятельность и особые труды понесенные во время командировки в Бухарское Ханство. Пожалован от Эмира Бухарского орденом золотой Восходящей звезды 1-й степени (25 января 1910).
Командирован в Штаб 1-го Туркестанского армейского Корпуса для участия в военной игре строевых Начальников (с 2 марта по 10 марта 1910).
Командирован в Катта-Курган и Зиаэдин для военно-статистического описания (с 15 марта по 21 марта 1910).
Командирован для участия в военной игре при Штабе Округа (с 25 марта по 6 апреля 1910).
Высочайшим приказом, состоявшимся 2-го августа 1910 года назначен Начальником Штаба 26-й пехотной дивизии.
20 июля 1910 года Управление 2-й Туркестанской стрелковой бригады расформировано.
Прибыл и вступил в должность Начальника Штаба 26-й пехотной дивизии (10 января 1911).
Высочайшее благоволение объявлено Высочайшим приказом от 9-го мая 1910 года за выдающуюся деятельность и особые труды понесенные во время командировки в Бухарское Ханство во время командования отрядом, назначенным для подавления религиозных волнений. Высочайшим приказом состоявшимся в 21 день марта 1911 года назначен Штаб-офицером при Управлении отдельной Забайкальской казачьей бригады (21 марта 1911).
Прибыл к месту штатного служения ранее поверстного срока на 4 дня и вступил в исполнение своих обязанностей (27 апреля 1911).
Приказом отдельной Забайкальской казачьей бригаде 1911 года № 63. Имеет право на основании ст. 1 и 8 положения о правах и преимуществах. На полуторные деньги и подъемные в размере 2/3 усиленного оклада и на зачет времени для прибавок установленных для отдаленных местностей выслуженного им на Квантунском полуострове и Маньчжурии с 1900 года августа 9-го по 1905 г. августа 13-го. Вр.и.д. Начальника отдельной Забайкальской казачьей бригады (с 7 июля по 15 июля, с 15 октября по 7 ноября, с 14 ноября по 20 ноября 1911).
Командирован в гор. Иркутск в Штаб Военного Округа по делам службы (с 27 ноября по 3 декабря 1911).
Высочайшим приказом 1-го февраля 1912 года назначен Начальником Штаба 6-й Туркестанской стрелковой бригады. Выехал к месту нового служения (26 марта 1912). Прибыл к новому месту службы ранее поверстного срока на 7 дней (26 апреля 1912).
На основании предписания вр. Командующего бригадой 1912 года за № 2122 10 июня сего года выехал в укр. Нарынь для тактических занятий (10 июня 1912). Прибыл из командировки (4 июня 1912).
Во исполнение приказа по войскам Семиреченской области от 3 сентября 1912 года за № 75 назначен председателем комиссии испытания на право удостоения к назначению в военное время на классные должности писарей старшего разряда Верненского и Пшипенского гарнизонов (18 сентября 1912).
На основании сношения Штаба войск Семиреченской области за № 859 1912 года. Выехал в командировку в укр. Бахты для производства дознания 1-го января 1913 (1 января 1913).
Прибыл из командировки ранее поверстного срока на 8 дней (22 января 1913).
Приказом бригаде № 25 назначен в комиссию для испытания унтер-офицеров на звание подпрапорщиков (2 апреля 1913).
Вследствие надписи Штаба войск Семиреченской области 1913 г. № 259 выехал в гор. Джаркент для производства дознания (с 7 апреля по 20 апреля 1913).
Вследствие телеграммы Окружного Генерал-Квартирмейстера Туркестанского военного Округа от 28 мая 1913 г. № 680 на имя Штаба войск Семиреченской области отправился в командировку в Тышкантский полигон в гор. Джаркент на три недели (18 июня 1913).
Высочайшим приказом от 22 июня 1913 г. назначен Начальником Штаба Закаспийской казачьей бригады (22 июня 1913). Согласно сообщению Штаба Туркестанского Военного Округа, означенное назначение состоялось с разрешения военного Министра (4 августа 1913).
Приказом по Округу 1913 г. № 225 за выслугу в отдаленных округах: с 1900 г. августа 7 по 1905 г. августа 13 и с возобновлением с 3 марта 1908 г. по 2 августа 1910 года и с 21 марта 1911 года по 1913 г. назначено добавочное жалование.
Согласно приказу по войскам Семиреченской области от 17 июня 1913 г. № 31 участвовал в комиссии для испытания вольноопределяющихся на чин прапорщика запаса (7 августа 1913).
Отбыл к месту назначения в Ашхабад (3 сентября 1913). К месту назначения на пять дней ранее поверстного срока, прибыл (19 сентября 1913).
В бригадной полевой специально-кавалерийской поездке (с 22 сентября по 29 сентября 1913).
Высочайшим приказом состоявшимся в 11-й день сентября 1913 года назначен Командиром 9-го Туркестанского стрелкового полка (11 сентября 1913). Командирован к месту нового назначения (14 октября 1913). Прибыл в срок (23 октября 1913). Вступил в командование 9-м Туркестанским стрелковым полком (26 октября 1913).
Бытность в походах и делах против неприятеля:
Участвовал в походах и военных действиях в Южной Маньчжурии в 1900—1901 г.г. и военных действиях в Маньчжурии во время Русско-Японской войны в 1904—1905 г.г. ранен и контужен не был.
Участие в походах и военных действиях в Южной Маньчжурии:
1. Начальником Штаба экспедиции к Фын-Хуан-Чену Генерал-лейтенанта Барона Штакельберга (с 5 ноября по 4 декабря 1900)
2. Экспедиция в Восточную Маньчжурию частей отряда, против Китайцев Генерал-Лейтенанта Серпицкого в гор. Кула Начальником Штаба Южной колонны (с 5 февраля по 6 марта 1901)
3. Начальником отряда Южной колонны от Кула в Цзинь-Чжу-Суфу (с 27 февраля по 6 марта 1901)
4. Входил в остальное время в службу войск Квантунской области и охранной стражи Китайской Восточной железной дороге в условиях военного времени (1 января по 31 декабря 1901)

Участие в походах и военных действиях во время Русско-Японской войны 1904—1905 г.г.:
1. В первой бомбардировке крепости Порт-Артура с моря (27 января 1904)
2. Отражение первой попытки японцев заградить проход в Порт-Артур (с 10 февраля по 11 февраля 1904)
3. Стычки, перестрелки, разведки передовых частей войск 1-го и 4-го Сибирских армейских корпусов перед фронтом позиции у ст. Ташичао в составе 1-й Сибирской казачьей дивизии (3 июля по 9 июля 1904)
4. В двух дневном бою под Ташичао войск Южной группы в составе 1-й Сибирской казачьей дивизии (с 10 июля по 11 июля 1904)
5. Перестрелка в арьергардах Южной группы, эвакуация с ст. Ташичао (12 июля 1904)
6. Отступление Южной группы от Ташичао к Хайчену в составе 1-й Сибирской казачьей дивизии к стар. Нью-Чжу-ану (с 12 июля 16 июля 1904)
7. Сосредоточение к Хайченским позициям (20 июля 1904)
8. Отход Южной группы к Айсянзянским позициям (20 июля 1904)
9. Ляоянское сражение: в перестрелках и боях войск 17 Армейского корпуса (с 22 июля по 18 августа 1904)
10. В бою отряда Генерал-лейтенанта Доброжинского в районе д.д. Сыквантун Нежинская сопка (19 августа 1904)
11. В бою войск под Начальством Генерал от кавалерии Барона Бильдерлинга на Саквантунской позиции (20 августа 1904)
12. Подготовка артиллерийским огнем штурма южной сопки (20 августа 1904)
13. Занятие с боя высоты 131 и взятие Нежинской сопки вечером 20 августа частями войск 17, 10, 5 и 1 армейским корпусом под начальством Генерал от кавалерии Барона Бильдерлинга (20 августа 1904)
14. Очищение войсками Южной сопки ночью (с 20 августа по 21 августа 1904)
15. Бой части войск 17-го армейского корпуса под Начальством Генерала от кавалерии Барона Бильдерлинга на Сахетунской позиции (21 августа 1904)
16. Начальником штаба 54-й пехотной дивизии на Сипингайских позициях (с 12 августа по 17 октября 1905)

Особые поручения от начальства:
1. Приказом Главного Начальника и Командующего войсками Квантунской области и морскими силами Тихого Океана за № 495 назначен в полковой район 2-го Восточного Сибирского стрелкового полка для составления военно-статистического описания района (с 23 декабря 1900 по 2 июля 1901)
2. Предписанием Полевого Штаба за № 3756 назначен для выбора позиции вдоль линии северной Китайской дороги (с 2 июля по 2 августа 1901)
3. Приказом по войскам Квантунской области 1902 г. за № 13 командирован в Кайюансянский район для производства военно-статистических и топографических работ (с 18 января по 6 мая 1902)
4. Приказом по войскам Квантунской области 1902 г. за № 422 командирован в Южную Маньчжурию для рекогносцировки по линии Китайской железной дороги (с 26 июня по 10 ноября 1902)
5. Приказом по войскам Квантунской области 1903 г. за № 308 командирован в полевую поездку офицеров Генерального Штаба и специальную рекогносцировку по р. Ялу обоих берегов (с 4 июля по 3 октября 1903)
6. Приказом Главного Начальника тыла Маньчжурских армий за № 266 назначен в рекогносцировку вдоль р. Сунгали для розыска пути к Амуру (с 28 апреля по 3 июля 1905)
7. По возвращении командирован для отыскания пути от Харбина вдоль Северной полосы от Харбина Китайской железной дороги (с 11 июля по 6 августа 1905)
8. Рекогносцировка и описание Ката-Курганского уезда и Зиадзинского бекства
9. На основании приказа по войскам Семиреченской области от 7 сентября 1912 участвовал в полевой поездке (с 1 октября по 10 октября 1912)

## Награды
Кавалер орденов:
- Орден Святой Анны 3-й ст. с мечами и бантом (15.05.1901)
- Орден Святой Анны 2-й ст. с мечами (25.10.1903)
- Орден Святого Владимира 4-й ст. с мечами и бантом (09.10.1904)
- Орден Святого Владимира 3-й ст. (25.10.1908)
- Бухарская золотая звезда 1ст. (25.01.1910)
- Мечи к ордену Святого Владимира 3-й ст. (ВП 07.05.1915)
- Орден Святого Станислава 1-й ст. с мечами (08.09.1916)

Медали:
- Серебряная медаль «В память царствования императора Александра III» на Александровской ленте (26.02.1896)
- Серебряная медаль «За поход в Китай» на Владимирско-Андреевской ленте (09.02.1902)
- Светло-бронзовая медаль «В память русско-японской войны» в 1904—1905 г.г. на Георгиевско-Александровской ленте
- Бронзовая медаль «В память Полтавских торжеств в 1909 году»
- Медаль «В память 300-летия царствования дома Романовых»